# Wysoki Wierch (Bieszczady Wschodnie)
Wysoki Wierch (ukr. Високий Верх, Wysokyj Werch) – szczyt górski w Bieszczadach Wschodnich zlokalizowany w rejonie stryjskim ukraińskiego obwodu lwowskiego.

## Geografia
Wysoki Wierch wznosi się na wysokość 1243 m n.p.m. (według innych danych 1242,8) przy 113 m wybitności i 4,1 km izolacji. Położony jest w środkowej części kilkunastokilometrowego grzbietu ciągnącego się od leżącego w głównym paśmie wododziałowym szczytu Czarna Repa na południu aż po Sławsko (ujście Rożanki do Oporu) na północy. Sąsiednie szczyty to słabo wyodrębniony Zworec (1211 m), Jaroszyszcze (987) i Kazanowiec (pow. 960 m) – w kierunku północnym – oraz Jalina (1171 m), Gniliszcze (1216) i Tołsty Żłób (1270 m) – w kierunku południowym. Grzbiet rozdziela dwie doliny: Rożanki na wschodzie (przewyższenie ok. 510 m) i Sławki na zachodzie (ok. 590 m). W każdej z nich u stóp Wysokiego Wierchu położona jest wieś – są to odpowiednio Rożanka Wyżna i Wołosianka.
Wierzchołek jest niezalesiony, na szczycie znajduje się maszt telefonii komórkowej. Panorama obejmuje szczyty Bieszczadów Wschodnich – od północy po wschód Beskidów Skolskich (Trościan, Krzemieniec, Paraszka, Szeroka, Magura, Magij, Czarna Syhła). Dalej w kierunku południowym szeroko widoczne jest pasmo Gorganów (m.in. Mołoda, Grofa, Parenki, Popadia, Bratkowska Duża, Strymba, Negrowiec). Po stronie południowej widoczna jest grupa Czarnej Repy w Grzbiecie Wierchowińskim, a dalej na zachód cały grzbiet Połoniny Borżawskiej (Kuk, Magura Żydowska, Stoj, Wielki Wierch). Na zachodzie dostrzec można szczyty Połoniny Równej (Równa) oraz Bieszczadów Zachodnich (Wielka Rawka, Tarnica, Kińczyk Bukowski). Na północnym zachodzie widoczne są dalsze szczyty w Grzbiecie Wierchowińskim Bieszczadów Wschodnich (Jawornik Wielki, Pikuj, Zełemeny).

## Turystyka
Przez szczyt przebiega znakowany na czerwono pieszy szlak turystyczny ze Sławska na grzbiet Obnoga (odległość odpowiednio 7,6 km i 9,1 km). Tą samą trasą w okresie międzywojennym prowadził główny szlak wschodniobeskidzki PTT.
Na północno-zachodnich zboczach góry, w okolicy wierzchołka Zworec, znajduje się kompleks narciarski Zachar Berkut z wyciągiem krzesełkowym liczącym 2800 m i o łącznej długości tras przekraczającej 9000 m. Na tym samym terenie w okresie letnim znajdują się trasy do uprawiania kolarstwa górskiego. W okolicy możliwa jest także jazda na quadach i konna.